# 岗察寺
岗察寺，位于中国青海省治多县多采乡，为第六批青海省文物保护单位，公布日期为1998年12月22日，类型为古建筑。
岗察寺的历史年代为清。